# Останні вижилі ветерани американських війн
Це неповний список статті «Останні вижилі ветерани американських війн». Останній ветеран будь-якої конкретної війни, що залишився в живих, після своєї смерті, відзначає кінець історичної епохи. Питання про те, хто саме є останнім ветераном, що вижив, часто є предметом суперечок, особливо коли мова заходить про архівні записи. «Остання стояча людина» часто була дуже молодою під час вступу до війська і в багатьох випадках брехала про свій вік, щоб отримати доступ до служби, що ще більше заплутує істориків.

## 17 століття

### Війни американських індіанців(1622—1774)
- Семюел Мерфі (1758—1851) — Віргінські Колоністи. Останній учасник війни Лорда Данмора.
- Ной Джонсон (1698—1798) — Колоністи Нової Англії. Останній учасник війни в Лавуеллі.

## 18 століття

### Франко-індіанська війна(1754—1763)
- Джон Оуен (1741—1843) — Британський військовик. Вступив у 1758 році. Також брав участь у війні за незалежність США.
- Джонатан Бенджамін (1738—1841) — Британський військовик. Також брав участь у війні за незалежність США.

### Американська революційна війна(1775—1783)
- Даніель Фредерік Бейкман[en] (1759—1869) — Континентальна армія. Останній ветеран, який отримав пенсію, призначену Конгресом, отримав її в 1867 році, хоча і не зміг довести свою службу.
- Джон Грей[en] (1764—1868) — Континентальна армія. Останній перевіряється ветеран. Служив у Йорктауні. Шестимісячний термін служби був занадто коротким, щоб претендувати на пенсію, призначено пенсію в 1867 році.
- Джеймс Робінсон (1753?-1868) — Континентальна армія. Заявлений останній афроамериканський ветеран. Служив у Йорктауні і в битві при Брендівайні. Нагороджений золотою медаллю «За відвагу».
- Семюел Даунінг (1761—1867) — Континентальна армія. Бився під Саратогой.
- Лемюель Кук[en] (1759—1866) — Континентальна армія. Служив у 2-му легкому драгунському полку в Брендівайні.
- Ілля Черчілль[en] (1755—1841) — Континентальна армія. Останній нагороджений знаком військових заслуг.

Ніколас відер (1761—1861) Нью-йоркський міліціонер.

### Війни американських індіанців(1775—1924)
- Фредерік Фраске[en] (1872—1973) — військовослужбовець армії США. Останній армійський ветеран.
- Джон Доу[en] (1870—1965) — військовослужбовець армії США. Останній індійський розвідник.
- Дьюї Борода[en] (1857—1955) — Плем'я Лакота. Останній корінний американець, учасник Битви при Літтл-Біггорні. Також вижило поранене коліно.
- Джон Вінчелл Каллен (1838—1939) — військовослужбовець армії США. Воював у Якиманской війні.
- Генрі Ріггс (1812—1911) — військовослужбовець армії США. Служив на війні з Чорним яструбом.

### Повстання Шейса (1786—1787)
- Девід Уїтні (1767—1867) — Ополченець штату Массачусетс.

### Повстання Віскі(1791—1794)
- Майкл Едвардс (1767?-1876) — Ополченець штату Пенсільванія.

## 19 століття

### Американо-мексиканська війна(1812—1815)
- Хайрам Кронк (1800—1905) — військовослужбовець армії США.

Джеймс Хупер-молодший (1804—1898) — Військово-морський флот США. Служив на шхуні «Комета» під час Битви при Балтіморі.

### Толедська Війна (1835—1836)
- Льюїс Перл (1815—1914) — Ополченець штату Мічиган. Пізніше брав участь в Американо-мексиканській війні та громадянській війні.

### Техаська Революція(1835—1836)
- Вільям Фізик Цубер (1820—1913) — Техаська армія.

### Повстання Дорра (1841—1842)
- Уентон Бріггс (1821—1923) — Ополченець штату Род-Айленд. Останній «Чартерит».

### Повстання Ведмежого Прапора(1846)
- Джон Грайдер (1826—1924) — Ополченець Каліфорнійської Республіки.

### Американо-мексиканська війна(1846—1848)
- Оуен Томас Едгар[en] (1831—1929) — Військово-морський флот США. Служив на американських кораблях «Потомак» і «Аллегейні».
- Вільям Фіцх'ю Бакнер (1828—1929) — військовослужбовець армії США. Воював у Таосі.

### Громадянська війна в Канзасі (1854—1861)
- Ізраїль Адам Палаш (1846—1952) — У 1859 році вступив до загону канзаської внутрішньої гвардії для захисту від набігів. Пізніше брав участь у громадянській війні.
- Джон Браун (1844—1940) — учасник "прикордонних розбійників" . Брав участь у різанині Лоуренса з рейдерами Квантрілла.

### Громадянська війна в США(1861—1865)
- Альберт Генрі Вулсон[en] (1850—1956) — Армія США. Останній перевірений ветеран профспілки.
- Джеймс Альберт Хард[en] (1841—1953) — Армія США. Останній бойовий ветеран. Воював спочатку при Булл-Ран, Антитемі і Чанселлорсвіллі.
- Плезант Ріггс Крамп[en] (1847—1951) — Армія Конфедерації. Останній перевірений ветеран Конфедерації.
- Олден Хауелл (1841—1947) — Армія конфедерації. Останній офіцер Конфедерації.
- Джеймс Фредерік Лайон (1843—1946) — Армія США. Останній офіцер профспілки.
- Вільям Серп[en] (1844—1938) — Армія США. Останній нагороджений Почесною медаллю.

### Корейська Експедиція (1871)
- Вільям Лукс[en] (1847—1923) — Військово-морський флот США. Служив на американському кораблі «Колорадо». Останній нагороджений Почесною медаллю.

### Іспансько-американська війна(1898)
- Джонс Морган[en] (1882—1993) — військовослужбовець армії США. Стверджував, що служив у 9-му кавалерійському полку.
- Джаспер Гаррісон (1880—1987) — військовослужбовець армії США. Останній перевірений ветеран.
- Джессі Ленгдон (1881—1975) — військовослужбовець армії США. Останній член «грубих вершників».
- Джон Девіс[en] (1877—1970) — Військово-морський флот США. Служив на американському кораблі «Марблхед». Останній нагороджений Почесною медаллю.

### Друга громадянська війна в Самоа (1898—1899)
- Бруно Альберт Форстерер[en] (1869—1957) — військовослужбовець армії США. Останній нагороджений Почесною медаллю.

### Бананові війни(1898—1934)
- Дональд Лерой Трусделл[en] (1906—1993) — морський піхотинець США. Служив в Нікарагуа. Останній нагороджений Почесною медаллю.
- Херман Ханнекен[en] (1893—1986) — морський піхотинець США. Служив на Гаїті. Останній нагороджений Почесною медаллю.
- Джордж М. Лоурі[en] (1889—1981) — Військово-морський флот США. Служив на американському кораблі «Флорида» у Веракрусі. Останній нагороджений Почесною медаллю.
- Розуелл Вінанс[en] (1887—1968) — морський піхотинець США. Служив у Домініканській Республіці. Останній нагороджений Почесною медаллю.

### Боксерське повстання(1899—1901)
- Натан Кук[en] (1885—1992) — Військово-морський флот США.
- Уолтер Пліт (1876—1985) — військовослужбовець армії США. Також служив у Філіппіно-американській війні.
- Вільям Січ[en] (1877—1978) — Військово-морський флот США. Служив на американському кораблі «Ньюарк». Останній нагороджений Почесною медаллю.

### Філіппінсько-американська війна(1899—1902)
- Джон Томас Кеннеді[en] (1885—1969) — військовослужбовець армії США. Останній нагороджений Почесною медаллю.

## 20 століття

### Прикордонна війна(1910—1919)
- Семюел Голдберг (1900—2006) — військовослужбовець армії США.

### Перша світова війна(1914—1918)
- Френк Вудрафф Баклс[en] (1901—2011) — військовослужбовець армії США. Останній американський ветеран, служив в 1-му легкому загоні Форт Райлі.
- Ллойд Браун[en] (1901—2007) — Військово-морський флот США. Служив на американському кораблі «Нью-Гемпшир».
- Говард Ремсі[en] (1898—2007) — військовослужбовець армії США. Останній бойовий ветеран.
- Альберт Вагнер[en] (1899—2007) — морський піхотинець США. Служив у 6-му полку морської піхоти.
- Едуард Ізак[en] (1891—1990) — Військово-морський флот США. Служив на американських кораблях «Флорида» і «Президент Лінкольн». Останній нагороджений Почесною медаллю.
- Генрі Форстер (1889—1989) — Повітряні сили Франції. Останній американський член ескадрильї "Лафайєт" .

### Мексиканська експедиція(1916—1917)
- Марк Метьюз[en] (1894—2005) — військовослужбовець армії США.

### Іноземна військова інтервенція в Росії(1918—1922)
- Уоррен Хілеман (1901—2005) — військовослужбовець армії США. Служив у 27-му піхотному полку у складі американських експедиційних сил «Сибір».
- Гарольд Ганнес (1899—2003) — Військово-морський флот США. Служив на американському кораблі «Олімпія». Також приписаний до 339-го піхотного полку у складі експедиції з пошуків білих ведмедів.[джерело?]

### Громадянська війна в Іспанії(1936—1939)
- Делмер Берг[en] (1915—2016) — Інтернаціональні бригади. Добровольцем став у 1938 році. Служив у протиповітряній обороні в бригаді Авраама Лінкольна.

### Друга світова війна(1939—1945)
- Френк Лосонський (1920—2020) — Американська Добровольча Група. Останній член "літаючих тигрів" . Завербувався в USAAC в 1939 році. Вступив до сер в 1941 році.
- Річард Коул[en] (1915—2019) — Армія США. Останній учасник "рейду Дулітла" (другий пілот Джиммі Дулітла). Служив у Військово-повітряних силах армії.
- Карл Кайс Браун (1917—2017) — Американський Волонтер Групи. Останній пілот «літаючих тигрів». Вступив до армії в 1941 році.
- Стів Ліз (1919—2016) — РАФ. Останній пілот "орлиної ескадрильї" . Вступив до армії в 1941 році.
- Джозеф Ленгделл (1914—2015) — Військово-морський Флот США. Останній офіцер американського корабля «Арізона».
- Ламар Кроуфорд-старший (1920—2011) — морський піхотинець США. Останній морський піхотинець американського корабля «Арізона».
- Білл Бауер (1917—2011) — армія США. Останній пілот "рейду Дулітла" . Служив у Військово-повітряних силах армії.